# 诸圣堂 (布拉格城堡)

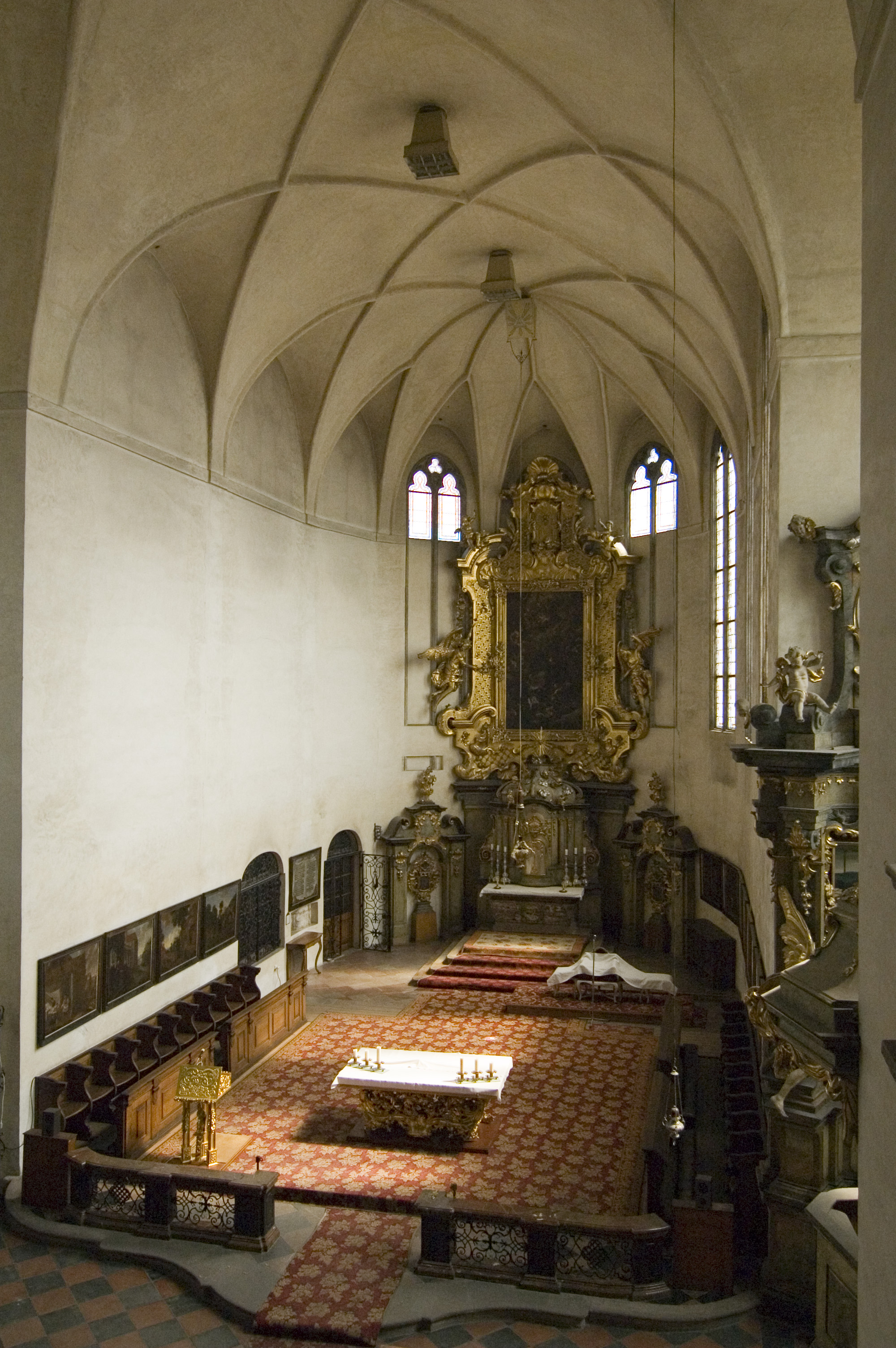
内部

诸圣堂（Kostel Všech svatých）是一座罗马天主教小圣堂，位于布拉格城堡内。这个地点最初在1185年祝圣，修建了一座罗曼式建筑 ，目前建筑最古老的部分建于14世纪。这座教堂最初是独立建筑，但是在1541年大火吞没了宫殿和教堂，严重受损。由于后来的重建和扩建，这座教堂与宫殿相连，特别是与弗拉季斯拉夫大厅。
这座教堂内有圣普罗科匹厄斯墓，以及描绘其生平的壁画。教堂通常只在音乐会和举行宗教仪式时向公众开放。